# آنابرگ، اتریش
آنابرگ   (به آلمانی: Annaberg) یک منطقهٔ مسکونی در اتریش است که در ناحیه لیلینفلد واقع شده‌است. آنابرگ   ۶۸۷ نفر جمعیت دارد.